# Lista över figurer i Mumindalen
Denna artikel tar upp de olika rollfigurerna i Tove Janssons berättelser om Mumintroll och andra varelser kring Mumindalen.

## Muminfamiljen
- Mumintrollet
- Muminmamman
- Muminpappan

## Muminfamiljens närmsta vänner

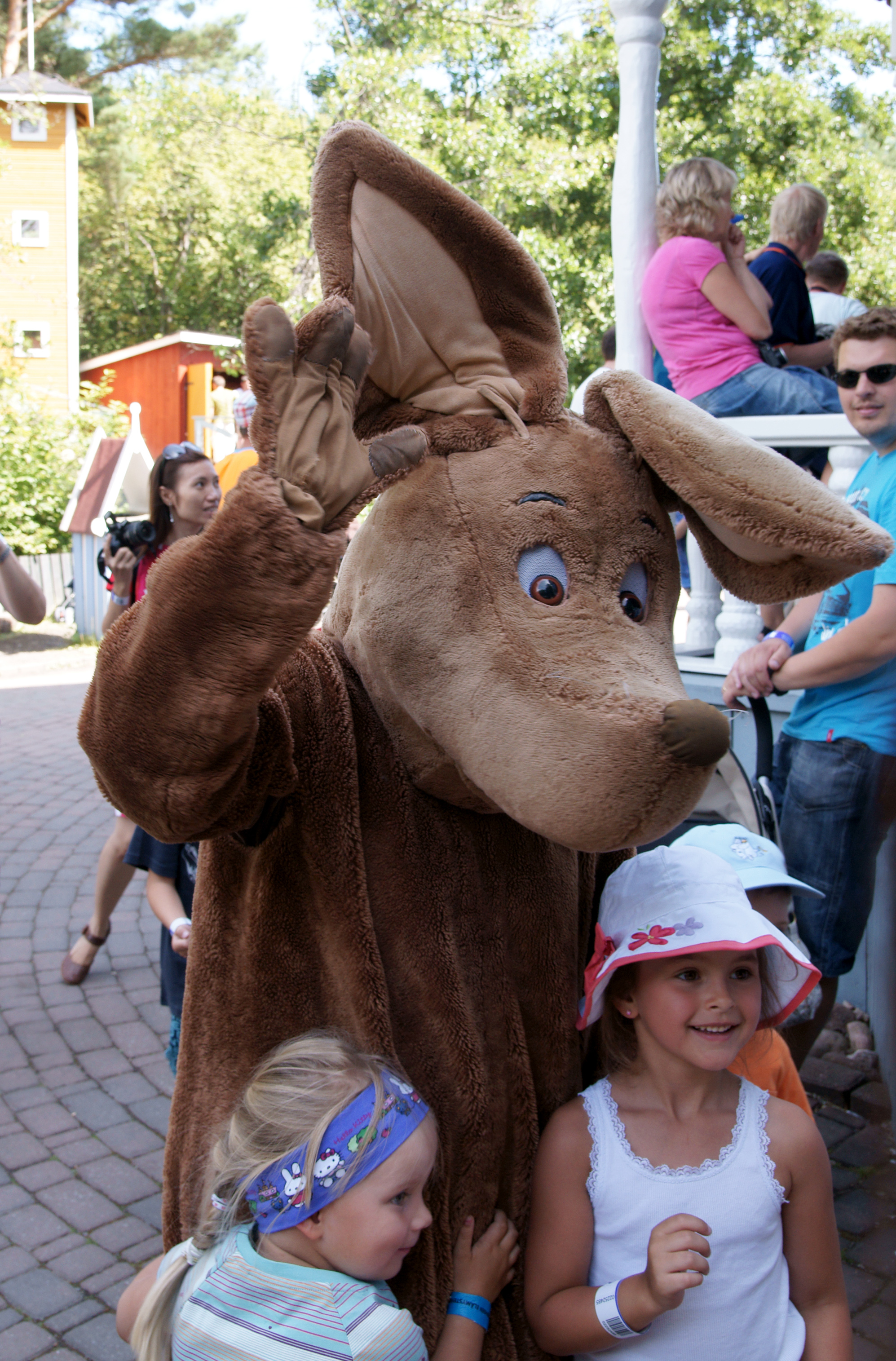
Sniff i Muminvärlden i Nådendal.

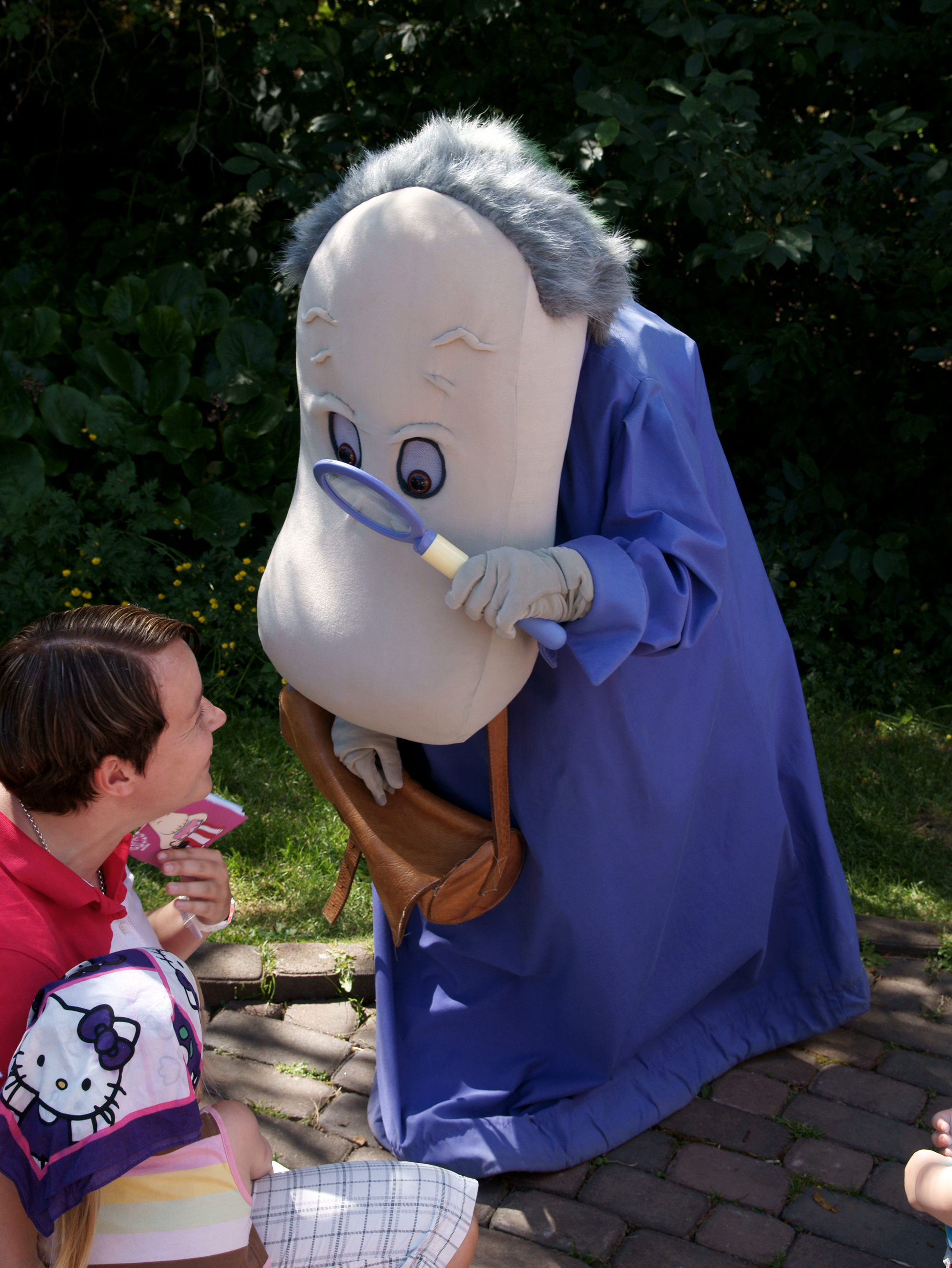
Hemulen i Muminvärlden i Nådendal.

Närbild av en Hattifnatt.

- Mymlan
- Lilla My
- Sniff
- Snusmumriken
- Snorkfröken
- Snorken
- Too-ticki

## Viktiga bifigurer

### Filifjonkan
Likt hemuler är filifjonkor också en egen ras, och figuren Filifjonkan (även Fru Filifjonk) är den mest framstående av dessa. Filifjonkor är ofta noga med etiketten och att hålla kontakt med släkten, oavsett om de gillar det eller inte. De blir lätt nervösa men kan också släppa loss när andan faller på. De gillar även att städa och hålla rent runt omkring sig och avskyr damm och malar. Filifjonkan gjorde sitt första framträdande i boken Hur gick det sen? Boken om Mymlan, Mumintrollet och lilla My.  En annan filifjonka är huvudperson i en av novellerna i Det osynliga barnet. 

### Hattifnattar
Små, vita spökliknande varelser som varken kan tala eller höra och inte heller ser särskilt bra. Har däremot mycket bra känsel. De är normalt ofarliga men många är ändå rädda för dem. Vid åskväder blir de elektriskt laddade och kan ge ifrån sig stötar. Hattifnattar reser långa sträckor i stora grupper, vilket är skälet till att de nästan alltid skrivs i plural. Hattifnattarna dyker upp redan i den första boken, Småtrollen och den stora översvämningen.

### Hemulen
Hemulen kan avse en av många personer inom rasen hemuler som figurerar i många av Janssons böcker. Hemuler är snarlika mumintroll men smäckrare och symboliserar ordning, inskränkthet, paragrafrytteri och myndigheter. Många hemuler är samlare av olika slag. Den hemul som förekommer under namnet Hemulen i flera böcker är en frimärkssamlare när han först dyker upp i Kometen kommer (andra Hemuler hade dock varit med i den föregående boken). I Trollkarlens hatt blir Hemulen frustrerad över att hans frimärkssamling är komplett och byter till ett nytt intresse för botanik. Alla hemuler, även de manliga, klär sig helst i klänning eller särk.

### Mårran
En stor mörkgrå gestalt som är kall och svår att kommunicera med. Hennes anletsdrag består av två små, stirrande ögon, en stor näsa och en mun som visar tänderna i ett streck. Nästan alla fruktar henne och var hon än rör sig fryser marken till is. Mårran fungerar som ett ständigt närvarande hot för invånarna i den övrigt fridfulla Mumindalen, men hon är också en sinnebild för ensamheten. Hon längtar efter ljus och värme men förstår inte att ta till sig det på rätt sätt. Mårran gjorde sitt första framträdande i Trollkarlens hatt och i den japanska animerade TV-serien avbildades hon i en mörklila färg.

### Stinky
Stinky är en figur som brukar vara stolt över att vara kriminell och sätter en ära i att bland annat vara inbrottstjuv med mera. Ändå är han vän med Muminfamiljen och innerst inne ganska snäll.

## Stavningar
I Tove Janssons böcker om mumintrollen omnämns ett antal av figurerna med namn som mer kan beskrivas som lösa benämningar. Detta inkluderar följande:
- mumintrollen
- mumintrollet[1]
- mumintrollets mamma[2] eller muminmamman[3]
- mumintrollets pappa[4] eller muminpappan[5]

Figuren lilla My benämns just så i åtminstone i början av Farlig midsommar, med My som namn och lilla som ett ständigt påhängt attribut. Den enda som konsekvent verkar benämna henne som endast My är hennes äldre syster, Mymlans dotter. Senare i berättelsen benämns figuren dock endast My i vissa omskrivningar.
Den lösare, mer beskrivande och namnlösa stilen används även om det omgivande landskapet. Där finns bland annat muminfamiljen och mumindalen.
I övrigt ges de olika figurerna i berättelserna i ofta tydligare och mer konkreta namn. Detta inkluderar Snorkfröken och Snusmumriken, liksom Misan och Filifjonkan (de sistnämnda kan benämnas som en Misa respektive en Filifjonka – hemuler verkar det dock finnas flera av).